# Narcís Noguer
Narcís Noguer (Barcelona, 6 de novembre de 1858 – Madrid, 22 de juliol de 1935) fou un sociòleg, periodista, escriptor i jesuïta català.

## Notícia biogràfica
Estudià batxillerat i cursà els estudis de Dret i Filosofia i Lletres (1874- 1878), que va interrompre per ingressar a l'orde de la Companyia de Jesús. Feu el noviciat i els estudis d'humanitats a Veruela a l'Aragó (1878-1883).
Més tard, estudià filosofia i teologia a Tortosa,on fou ordenat sacerdot (1885- 1891). Realitzà, posteriorment, estudis a Roma, Holanda i Àustria.
En fundar-se la revista Razón y Fe, formà part de la seva redacció. De la qual esdevindria un dels seus puntals dedicant-se especialment al camp de la sociologia. Constituint-se en un dels principals experts en aquest camp en defensa de les posicions catòliques i la doctrina pontifícia. En la línia de la revista contrària a l'anomenat modernisme cristià, tot i un cert distanciament del sector eclesiàstic més integrista. A l'hora en l'orientació apologètica que obligava el context de fort anticlericalisme social i polític de l'època.
Publicà diverses monografies i més d'un centenar d'articles a Razón y Fe. Col·laborà, així mateix, en altres revistes espanyoles i franceses, abordant qüestions socials com ara la propietat, el socialisme, els sindicats, les caixes rurals, la jornada de vuit hores o l'escola única.

## Publicacions
- La Acción Social Popular, Barcelona: Acción Social Popular, 1908.
- El Modernismo en la acción social. Direcciones Pontificias, Madrid: Biblioteca Centro Social, 1910.
- Las Cajas Rurales en España y en el extranjero. Madrid: Razón y Fe, 1912.
- Cuestiones candentes sobre la propiedad y el socialismo, Madrid: Razón y Fe, 1924.
- Los sindicatos profesionales de obreros en las direcciones de la Santa Sede y en la práctica de los católicos, Madrid: Razón y Fe, 1926.
- La Acción Católica en la teoría y en la práctica en España y en el extranjero, Madrid: Razón y Fe, 1929- 1930, 3 ts.
- La jornada de ocho horas, Madrid: Razón y Fe, 1930.
- La Escuela Única, Madrid: Razón y Fe, 1931.